# سامسونگ اس‌جی‌اچ-تی۹۴۹
سامسونگ اس‌جی‌اچ-تی۹۴۹ یک‌نمونه از گوشی‌های تلفن همراه سری T شرکت سامسونگ می‌باشد که توسط همین شرکت به بازار عرضه شده‌است.